# 바다소금쟁이
바다소금쟁이(Halobates matsumurai)는 노린재목 소금쟁이과에 속하는 곤충이다. 몸길이는 2.4~6mm가 되는 곤충이다.

## 특징과 먹이
바다소금쟁이는 수생 곤충과 곤충을 통틀어 얼마 없는 바다에 사는 곤충류로 다른 곤충에 비해 바다에 살기에 적합한 곤충이다. 소금쟁이로서는 몸이 비교적 크며 몸은 분홍색을 띄고 있다. 정수리의 기부에는 비교적 큰 2개의 사문을 가지고 있으며 중앙부에는 좌우에 접촉이 된다. 바닷물의 염수에 적응하여 살아가는 곤충인만큼 다른 소금쟁이나 곤충에게는 없는 염분조절능력이 있다. 먹이로는 물고기의 죽은 사체에 피를 먹고 산다.

## 서식지
바다소금쟁이의 주요한 서식지는 태평양, 인도양이 있으며 바다의 해수면에 주로 서식한다. 

## 같이 보기
- 노린재목
- 소금쟁이